# Sendenhorst
Sendenhorst er en by i Tyskland i delstaten Nordrhein-Westfalen med cirka 15.000 indbyggere. Den ligger i kreisen Warendorf, cirka 20 km nord for Hamm og 20 km sydøst for Münster. Byen er især kendt for sit privathospital St. Josefs-Stift, der er en af verdens første til at anvende kuleterapi til helbredelse af reumatisme og gigt.